# Verre trempé

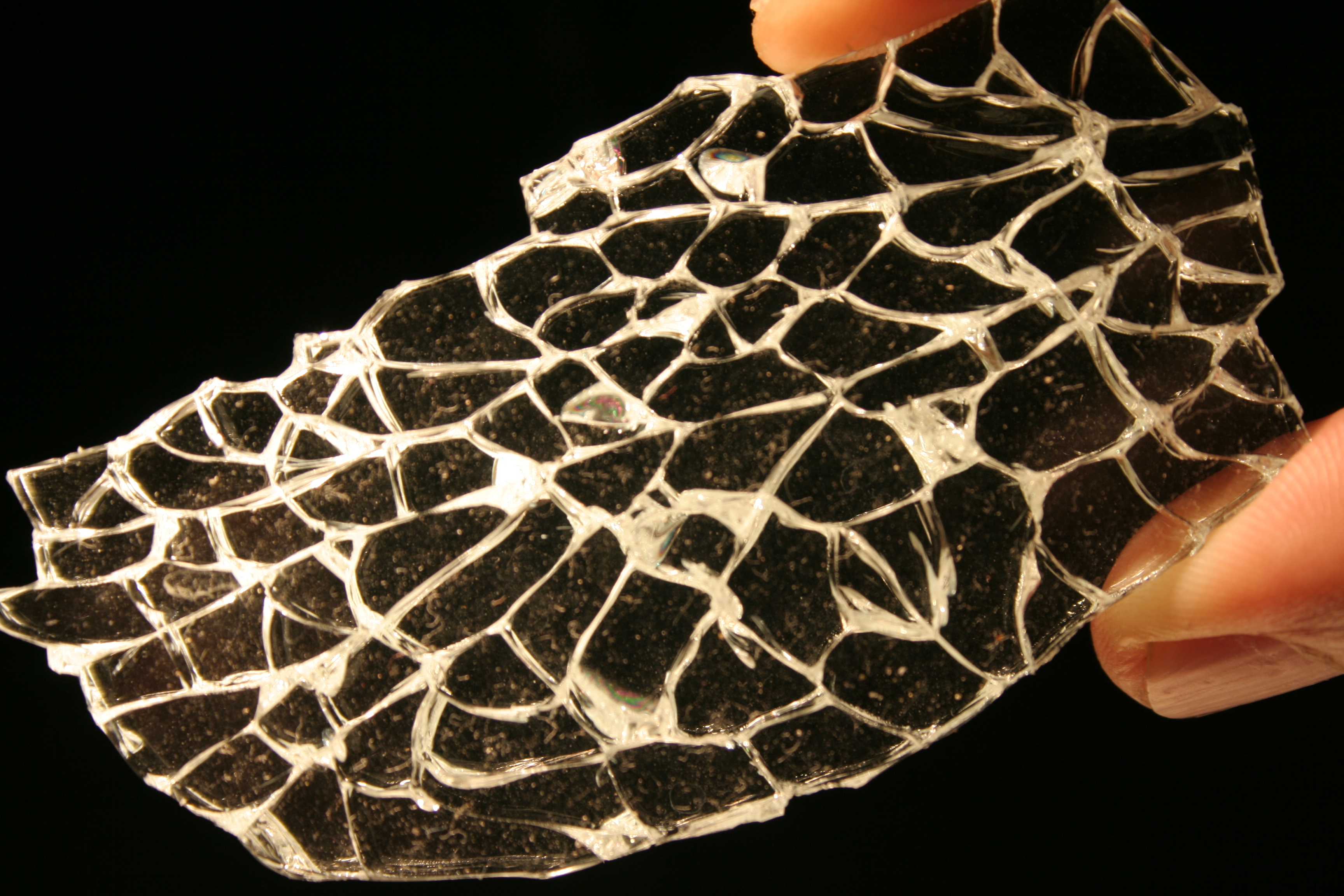
Bris de verre trempé.

Le verre trempé est du verre traité en vue d'améliorer ses propriétés mécaniques. Le verre trempé est de deux à cinq fois plus résistant qu'un verre ordinaire. Il fait partie des verres de sécurité.
La trempe thermique est obtenue par le passage du verre dans un four aux environs de 600 °C suivi d'un refroidissement brutal et rapide, alors que la trempe chimique permet d'obtenir des effets similaires avec un procédé différent.

## Types de trempe

### Trempe thermique
Il s'agit de porter le verre à haute température en le passant dans un four, jusqu'à atteindre une température proche de son point de ramollissement (de 550 à 700 °C, en fonction de sa composition). Il est ensuite refroidi rapidement en surface, au moyen de jets d'air ou en le plongeant dans un bain à basse température. Ce procédé crée des contraintes de tension en profondeur et de compression à la surface du verre, lui conférant des propriétés mécaniques supérieures, en termes de résistance aux chocs.
Le verre trempé thermiquement ne peut plus être retravaillé. Il ne peut plus être recoupé, façonné, ou percé. Il est donc important que l'usinage et la mise aux cotes définitives se fassent avant la trempe.
Lorsqu'un verre trempé thermiquement se casse (la trempe rend le verre plus dur mais pas incassable), il éclate en de nombreux petits morceaux (voir photo), ne présentant pas ou peu de parties tranchantes.

### Trempe chimique
Il s'agit de placer le verre dans un bain chaud (400 °C) de sels fondus de potassium. Sous l'effet de la chaleur, les ions sodium de la surface du verre migrent dans le bain, et sont remplacés par des ions potassium. Les ions potassium étant plus gros que les ions sodium, lors du refroidissement, des tensions en compression vont se créer en surface du verre, améliorant ses propriétés mécaniques, en termes de résistance aux chocs.
Ce procédé est plus coûteux que le traitement thermique.

## Avantages et inconvénients
Chaque type de trempe présente ses avantages et ses inconvénients :
- trempe thermique : nécessite une épaisseur de verre minimale alors que la trempe chimique est couramment réalisable sur des épaisseurs inférieures à 3 mm[5] ;
- trempe chimique : confère une résistance supérieure à la trempe thermique. Le risque de casse lors du processus est également moindre, et la température moins élevée permet de ne pas affecter les propriétés optiques, des pare-brises feuilletés[5] ou des verres correcteurs[réf. souhaitée] par exemple. Toutefois, la trempe chimique étant un traitement de surface, toute rayure du verre réduit considérablement sa résistance mécanique[6].

## Épreuve thermique
L'épreuve thermique (en anglais : heat soak test (HST)) est un test effectué sur les vitrages en verres trempés avant leur commercialisation pour prévenir leur casse spontanée après. Cette épreuve consiste à les chauffer, dans des conditions contrôlées, pour provoquer la casse de ceux qui présentent des défauts non décelables par d’autres méthodes.

## Utilisations
Le verre trempé est utilisé à chaque fois que le verre doit être renforcé ; il présente aussi l'avantage de se casser en petits fragments peu tranchants. Il est utilisé, entre autres :
- dans les vitres latérales des automobiles ;
- dans certaines protections pour les téléphones portables, sous forme de film ;
- pour le vitrage du mobilier urbain (abribus, garde-corps) ;
- pour le vitrage des cloisons vitrées intérieures ;
- pour les meubles (plateau de table, tablette en verre) ;
- pour les isolateurs de lignes haute-tension.